# Mozambička ženska košarkaška reprezentacija
Mozambička ženska košarkaška reprezentacija predstavlja Mozambik na međunarodnim natjecanjima. Najbolji rezultat reprezentacije Mozambika je 5. mjesto na prvenstvu Afrike.

## Sastav
- Anabela Cossa, rođ. 7. travnja 1986., Maputo, visina: 172 cm, trenutačni klub: Desportivo Maputo
- Ana Flavia Joao De Azinheira, rođ. 8. veljače 1977., Maputo, visina: 184 cm, trenutačni klub: ?
- Leia Dongue, rođ. 24. svibnja 1991., Maputo, visina: 184 cm, trenutačni klub: ?
- Deolinda Gimo, rođ. 15. kolovoza 1987., Maputo, visina: 189 cm, trenutačni klub: 1 De Agosto
- Catia Halar, rođ. 28. studenoga 1982., Maputo, visina: 174 cm, trenutačni klub: Desportivo Maputo
- Clarisse Machanguana, rođ. 4. listopada 1976., Maputo, visina: 196 cm, trenutačni klub: Eirene Ragusa
- Odélia Mafanela, rođ. 1989., Maputo, visina: 180 cm, trenutačni klub: Desportivo Maputo
- Valerdina Manhonga, rođ. 26. prosinca 1980., Namaua, visina: 163 cm, trenutačni klub: Desportivo Maputo
- Filomena Micato, rođ. 26. siječnja 1986., Maputo, visina: 168 cm, trenutačni klub: Desportivo Maputo
- Rute Muianga, rođ. 6. travnja 1983., Maputo, visina: 175 cm, trenutačni klub: Desportivo Maputo
- Deolinda Ngulela, rođ. 18. travnja 1981., Maputo, visina: 170 cm, trenutačni klub: Desportivo Maputo
- Iliana Ventura, rođ. 1990., Maputo, visina: 168 cm, trenutačni klub: A'Politechnica